# Brøndby IF
Brøndby IF is een Deense voetbalclub uit Brøndby, in de Regio Hovedstaden. De club is opgericht in 1964. De club speelt zijn thuiswedstrijden in het Brøndbystadion.

## Geschiedenis
De club werd op 3 december 1964 opgericht als gevolg van een fusie tussen twee kleine clubs, Brøndbyvester Idrætsforening (van 1 februari 1909) en Brøndbyøster Idrætsforening (van 10 oktober 1928).
Sinds de fusie is de club uitgegroeid van een kleine club tot een van de topclubs van Denemarken. In 1981 werden ze kampioen van de 2.Division en sindsdien speelt Brøndby op het hoogste niveau in Denemarken en is het de op een na meest succesvolle club van het land, na FC Kopenhagen. Deze weg omhoog begon met het aanstellen van Per Bjerregaard als voorzitter. Deze stelde Finn Laudrup (de vader van Michael en Brian) aan als speler-trainer en de club vond zo de weg omhoog.
In 1985 won Brøndby zijn eerste kampioenschap. De jaren daarna werden diverse titels binnengehaald.
In 1986 was de club de tweede ter wereld, na Tottenham Hotspur, die op de beurs genoteerd stond. Begin jaren 90 had het niet veel gescheeld of de club was failliet geraakt, maar Brøndby overwon de financiële problemen. De sportieve prestaties bleven echter wel enige tijd uit.

### Erelijst
- Landskampioen

1985, 1987, 1988, 1990, 1991, 1996, 1997, 1998, 2002, 2005, 2021
- Bekerwinnaar

1989, 1994, 1998, 2003, 2005, 2008 , 2018
- Supercup

1994, 1996, 1997, 2002
- Deense League Cup

2005, 2006
- Royal League

2007
- Kampioen 2e klasse

1981

### Eindklasseringen
| 6 |

| 9 |

| 2 |

| 11 |

| 5 |

| 7 |

| 1 |

| 4 |

| 4 |

| 4 |

| 1 |

| 2 |

| 1 |

| 1 |

| 2 |

| 1 |

| 1 |

| 1 |

| 7 |

| 4 |

| 3 |

| 4 |

| 3 |

| 1 |

| 2 |

| 1 |

| 1 |

| 1 |

| 2 |

| 2 |

| 2 |

| 1 |

| 2 |

| 2 |

| 1 |

| 2 |

| 6 |

| 8 |

| 3 |

| 3 |

| 3 |

| 9 |

| 9 |

| 4 |

| 3 |

| 4 |

| 2 |

| 2 |

| 4 |

| 4 |

| 1 |

| 4 |

| 5 |

| 2 |

| 3 |

| Superligaen (Niv. 1) | 1. division (Niv. 2) | 2. Division (Niv. 3) |

In 1991 werd de Superligaen geïntroduceerd. De 1. division werd vanaf dat jaar het 2e niveau en de 2. division het 3e niveau. 
 In de seizoenen 1991/92 t/m 1994/95 werd een herfst (h)- en een voorjaarscompetitie (v) gespeeld, waarbij in de herfst al werd gepromoveerd en gedegradeerd.

### Brøndby IF in Europa
Brøndby IF speelt sinds 1986 in diverse Europese competities. Hieronder staan de competities en in welke seizoenen de club deelnam:
- Champions League (8x)

1996/97, 1997/98, 1998/99, 1999/00, 2000/01, 2002/03, 2005/06, 2021/22
- Europacup I (4x)

1986/87, 1988/89, 1989/90, 1991/92
- Europa League (10x)

2009/10, 2010/11, 2011/12, 2014/15, 2015/16, 2016/17, 2017/18, 2018/19, 2019/20, 2021/22
- Conference League (3x)

2022/23, 2024/25, 2025/26
- Europacup II (1x)

1994/95
- UEFA Cup (15x)

1987/88, 1990/91, 1993/94, 1995/96, 1996/97, 1997/98, 1999/00, 2000/01, 2001/02, 2002/03, 2003/04, 2004/05, 2005/06, 2006/07, 2008/09
Bijzonderheden Europese competities:
| Bijzonderheid                 | Datum      | Tegenstander         | Uitslag | Plaats     | Naam         | Aantal |
| ----------------------------- | ---------- | -------------------- | ------- | ---------- | ------------ | ------ |
| Hoogste overwinning           | 02-07-2015 | AC Juvenes/Dogana    | 9-0     | Brøndby    |              |        |
| Hoogste nederlaag             | 04-11-1998 | Manchester United FC | 0-5     | Manchester |              |        |
| Hoogste nederlaag             | 20-08-2015 | PAOK Saloniki        | 0-5     | Saloniki   |              |        |
| Speler met meeste wedstrijden | 28-09-2006 |                      |         |            | Per Nielsen  | 81     |
| Speler met meeste doelpunten  | 07-08-2002 |                      |         |            | Ruben Bagger | 12     |

UEFA Club Ranking: 191 (04-08-2025)

### Kampioensteams
- 1985 — Jan Madsen, Ole Nørrevang, Kim Christofte, Henrik Hansen, Bjarne Jensen, Ole Madsen, Lars Olsen, Ole Østergaard, John Helt, John Jensen, Henrik Jensen, Michael Pedersen, Per Steffensen, John Widell, Jens Kolding en Claus Nielsen. Trainer-coach: Tom Køhlert.
- 1987 — Morten Cramer, Peter Schmeichel, Henrik Hansen, Bjarne Jensen, Ole Madsen, Kent Nielsen, Lars Olsen, Ole Østergaard, Kurt Bakholt, Tommy Christensen, John Jensen, Henrik Jensen, Olav Klepp, Per Steffensen, Kim Vilfort, Torben Frank, Gert Jørgensen, Brian Laudrup en Claus Nielsen. Trainer-coaches: Birger Peitersen en Ebbe Skovdahl.
- 1988 — Morten Cramer, Peter Schmeichel, Henrik Hansen, Bjarne Jensen, Jens Madsen, Ole Madsen, Kent Nielsen, Lars Olsen, Brian Chrøis, Ronnie Ekelund, René Hansen, John Jensen, Henrik Jensen, Per Steffensen, Kim Vilfort, Bent Christensen, Torben Frank, Brian Laudrup en Claus Nielsen. Trainer-coaches: Birger Peitersen en Ebbe Skovdahl.
- 1990 — Emeka Andersen, Peter Schmeichel, Kim Christofte, Henrik Hansen, Bjarne Jensen, Carsten Jensen, Jens Madsen, Lars Olsen, Jens Risager, Brian Chrøis, Ronnie Ekelund, Per Frimann, Henrik Jensen, Leif Nielsen, Erik Rasmussen, Kim Vilfort, Bent Christensen, Ugo de Lorenzo, Torben Frank en Frank Pingel. Trainer-coach: Morten Olsen.
- 1991 — Peter Schmeichel, Kim Christofte, Bjarne Jensen, Brian Jensen, Jens Madsen, Per Nielsen, Uche Okechukwu, Lars Olsen, Morten Pedersen, Jens Risager, Ronnie Ekelund, John Jensen, Henrik Jensen, Thomas Madsen, Erik Rasmussen, Kim Vilfort, Bent Christensen, Friday Elaho en Frank Pingel. Trainer-coach: Morten Olsen.
- 1996 — Emeka Andersen, Mogens Krogh, Anders Bjerregaard, Søren Colding, Dan Eggen, Per Nielsen, Lars Olsen, Kenneth Rasmussen, Jens Risager, Ole Bjur, Kim Daugaard, Bo Hansen, John Jensen, Henrik Jensen, Jesper Kristensen, Allan Nielsen, Allan Ravn, Peter Sand, Thomas Thøgersen, Kim Vilfort, Ruben Bagger, Peter Møller en Ebbe Sand. Trainer-coach: Ebbe Skovdahl.
- 1997 — Emeka Andersen, Mogens Krogh, Per Nielsen, Allan Ravn, Kim Daugaard, Peter Madsen, Ruben Bagger, Aurelijus Skarbalius, Mikkel Jensen, Thomas Lindrup, Ole Bjur, Søren Colding, Peter Møller, Ebbe Sand, Bo Hansen, John Jensen, Anders Bjerregaard, Dan Eggen, Jens Risager, Kim Vilfort, Allan Nielsen, Lars Olsen, Thomas Thøgersen en Claus Udengaard. Trainer-coach: Ebbe Skovdahl.
- 1998 — Mogens Krogh, Per Nielsen, Allan Ravn, Kim Daugaard, Peter Madsen, Ruben Bagger, Søren Krogh, Aurelijus Skarbalius, Kenneth Rasmussen, Mikkel Jensen, Thomas Lindrup, Ole Bjur, Søren Colding, Bent Christensen, Ebbe Sand, Bo Hansen, Brian Jensen, John Jensen, Jesper Thygesen, Anders Bjerregaard, Thomas Thøgersen, Dan Eggen, Jens Risager, Kim Vilfort. Trainer-coach: Ebbe Skovdahl.
- 2002 — Thomas Kahlenberg, Mogens Krogh, Kim Drejs, Krister Nordin, Per Nielsen, Dan Anton Johansen, Allan Ravn, Martin Ditlev Smith, Kim Daugaard, Magnus Svensson, Peter Madsen, Mattias Jonson, Oumar Barro, Ruben Bagger, Søren Krogh, Aurelijus Skarbalius, Kenneth Rasmussen, Anders Rasmussen, Mikkel Jensen, Peter Foldgast, Thomas Lindrup, Allan Olesen, Kenneth Larsen, Casper Ankergren, Michael Ribers, Mads Jørgensen, Søren Larsen, Rafal Niznik, Peter Degn, Thomas Hansen en Mads Junker. Trainer-coach: Åge Hareide.
- 2005 — Thomas Kahlenberg, Morten Wieghorst, Kasper Lorentzen, Niki Zimling, Martin Retov, Johan Absalonsen, Karim Zaza, Henrik Kildentoft, Daniel Agger, Andreas Jakobsson, David Ousted, Asbjørn Sennels, Johan Elmander, Stefan Schmidt, Babis Stefanidis, Morten Skoubo, Sebastian Svärd, Per Nielsen, Dan Anton Johansen, Kim Daugaard, Mattias Jonson, Ruben Bagger, Aurelijus Skarbalius, Casper Ankergren, Mads Jørgensen, Thomas Hansen en Jonas Kamper. Trainer-coach: Michael Laudrup.

### Bekende (oud-)spelers
- Daniel Agger
- Khalid Boulahrouz
- Bent Christensen
- Hans Christiaens
- Ronnie Ekelund
- Johan Elmander
- Brad Friedel
- John Jensen
- Thomas Kahlenberg
- Mogens Krogh
- Michael Laudrup
- Peter Møller
- Lars Olsen
- Martin Retov
- Thomas Rytter
- Peter Schmeichel
- Morten Skoubo
- Kim Vilfort
- Bram Verbist

### Bekende (oud-)trainers
- Åge Hareide
- Michael Laudrup
- René Meulensteen
- Morten Olsen
- Ebbe Skovdahl

## Vrouwen
De vrouwenvoetbalafdeling geldt als een van de succesvolste van Denemarken. Sinds de oprichting van de UEFA Women's Cup in 2001 (later in UEFA Women's Champions League omgedoopt) namen ze er sinds 2003/04 elf achtereenvolgende keren aan deel waarbij tweemaal de halve finale werd gehaald. Naaste concurrenten Fortuna Hjørring (6x) en Odense BK (1x) zijn de enige andere Deense clubs die hier aan deelnamen. Nationaal wonnen ze negen keer de landstitel en zeven keer het bekertoernooi.

### Erelijst
- Landskampioen

2003, 2004, 2005, 2006, 2007, 2008, 2011, 2012, 2013
- Bekerwinnaar

2004, 2005, 2007, 2010, 2011, 2012, 2013

### In Europa
N.B. Wedstrijden gemerkt met * zijn thuiswedstrijden.
 #Q = #voorronde, #R = #ronde, Groep = groepsfase, 1/8 = achtste finale, 1/4 = kwartfinale, PUC = punten UEFA coëfficiënten 
| Seizoen | Competitie                | Ronde | Land                          | Club                    | Uitslag(en)        |
| ------- | ------------------------- | ----- | ----------------------------- | ----------------------- | ------------------ |
| 2003/04 | Women's Cup               | 2e    | Vlag van Schotland            | Kilmarnock FC           | 2–0                |
|         | toernooi in Kopenhagen    | 2e    | Vlag van IJsland              | KR Reykjavik            | 1–0                |
|         |                           | 2e    | Vlag van Servië en Montenegro | ZFK Masinac Niš         | 4–0                |
|         |                           | KF    | Vlag van Azerbeidzjan         | Gömrükçü Bakoe          | 9–0, 3–0           |
|         |                           | HF    | Vlag van Zweden               | Umeå IK                 | 2–3, 0–1           |
| 2004/05 | Women's Cup               | 2e    | Vlag van Rusland              | FC Voronezj             | 1–1                |
|         | toernooi in Kopenhagen    | 2e    | Vlag van Kazachstan           | Alma KTZH               | 2–0                |
|         |                           | 2e    | Vlag van Noorwegen            | Trondheims-Ørn SK       | 0–2                |
| 2005/06 | Women's Cup               | 2e    | Vlag van Rusland              | Lada Togliatti          | 2–0                |
|         | toernooi in Kopenhagen    | 2e    | Vlag van Polen                | KS AZS Wroclaw          | 3–1                |
|         |                           | 2e    | Vlag van Engeland             | Arsenal LFC             | 1–0                |
|         |                           | KF    | Vlag van Frankrijk            | Montpellier HSC         | 0–3, 1–3*          |
| 2006/07 | Women's Cup               | 2e    | Vlag van Hongarije            | 1. FC Femina Boedapest  | 5–1                |
|         | toernooi in Krasnoarmejsk | 2e    | Vlag van Rusland              | FC Rossiyanka           | 2–1                |
|         |                           | 2e    | Vlag van Engeland             | Arsenal LFC             | 0–1                |
|         |                           | KF    | Vlag van Duitsland            | 1. FFC Turbine Potsdam  | 3–0*, 1–2          |
|         |                           | HF    | Vlag van Engeland             | Arsenal LFC             | 2–2*, 0–3          |
| 2007/08 | Women's Cup               | 2e    | Vlag van Frankrijk            | Olympique Lyon          | 0–0                |
|         | toernooi in Lyon          | 2e    | Vlag van Tsjechië             | AC Sparta Praag         | 2–1                |
|         |                           | 2e    | Vlag van Noorwegen            | Kolbotn IL              | 1–0                |
|         |                           | KF    | Vlag van Italië               | ASD CF Bardolino Verona | 0–1, 1–0* n.s. 2–3 |
| 2008/09 | Women's Cup               | 2e    | Vlag van Spanje               | Levante UD              | 1–0                |
|         | toernooi in Kaluš         | 2e    | Vlag van Oekraïne             | Naftokhimik Kaluš       | 5–1                |
|         |                           | 2e    | Vlag van Duitsland            | FCR 2001 Duisburg       | 1–4                |
|         |                           | KF    | Vlag van Rusland              | Zvezda 2005 Perm        | 2–4*, 1–3          |
| 2009/10 | Champions League          | Q     | Vlag van Wales                | Cardiff City            | 5–0                |
|         | toernooi in Brøndby       | Q     | Vlag van Malta                | Birkirkara FC           | 6–0                |
|         |                           | Q     | Vlag van Portugal             | SU 1.º de Dezembro      | 1–4                |
|         |                           | 1e    | Vlag van Nederland            | AZ                      | 2–1, 1–1*          |
|         |                           | 1/8F  | Vlag van Duitsland            | 1. FFC Turbine Potsdam  | 0–1, 0–4*          |
| 2010/11 | Champions League          | Q     | Vlag van Bulgarije            | NSA Sofia               | 3–0                |
|         | toernooi in Brøndby       | Q     | Vlag van Moldavië             | Roma Calfa              | 6–0                |
|         |                           | Q     | Vlag van Turkije              | Gazi Üniversitesispor   | 12–0               |
|         |                           | 1R    | Vlag van Polen                | Unia Racibórz           | 1–2, 1–0*          |
|         |                           | 1/8F  | Vlag van Engeland             | Everton LFC             | 1–4*, 1–1          |
| 2011/12 | Champions League          | 1R    | Vlag van België               | Standard Luik           | 0–2, 4–3*          |
|         |                           | 1/8F  | Vlag van Italië               | ASD Torres Calcio       | 2–1*, 3–1          |
|         |                           | KF    | Vlag van Frankrijk            | Olympique Lyon          | 0–4, 0–4*          |
| 2012/13 | Champions League          | 1R    | Vlag van Noorwegen            | Stabæk Fotball          | 0–2, 3–3*          |
| 2013/14 | Champions League          | 1R    | Vlag van Spanje               | FC Barcelona            | 0–0, 2–2*          |
| 2014/15 | Champions League          | 1R    | Vlag van Cyprus               | Apollon Limassol        | 0-1, 3-1* nv       |
|         |                           | 1/8F  | Vlag van Litouwen             | Gintra Universitetas    | 5-0*, 0-2          |
|         |                           | 1/4F  | Vlag van Zweden               | Linköpings FC           | 0-1, 1-1*          |
|         |                           | 1/2F  | Vlag van Duitsland            | 1. FFC Frankfurt        | 0-7, 0-6*          |
| 2014/15 | Champions League          | 1R    | Vlag van Tsjechië             | SK Slavia Praag         | 1-4, 0-1*          |